# مناضل
كلمة مناضل تستخدم عمومًا للدلالة على النشاط القوي والقتال و/أو العدواني، خاصة لدعم قضية ما، كما هو الحال في «الإصلاحيين المتشددين». وهي مشتقة من كلمة "warrior" بلاتينية تعود للقرن الخامس عشر وتعني «الخدمة كجندي». المفهوم الحديث ذات الصلة للميليشيا نما كمنظمة دفاعية ضد الغزاة من الأنجلوسكسونية. في أوقات الأزمات ترك المسلح واجباته المدنية وأصبح جندياً حتى انتهاء حالة الطوارئ وعاد إلى احتلاله المدني.
معنى الحالي متشددة عادة لا تشير إلى جندي المسجلين: أنه يمكن أن يكون أي شخص يشترك في فكرة استخدام قوي، والمتطرفة في بعض الأحيان، والنشاط لتحقيق الهدف، وعادة السياسية. من المتوقع أن يكون «الناشط السياسي» أكثر تصادمية وعدوانية من ناشط لا يوصف بالمتشددين.
قد يشمل القتال أو لا يشمل العنف الجسدي والقتال المسلح والإرهاب وما شابه. نشرت مجموعة المناضلة التروتسكية في المملكة المتحدة صحيفة، وكانت نشطة في النزاعات العمالية، وتحركت لحل في الاجتماعات السياسية، لكنها لم تكن قائمة على العنف. الغرض من الكنيسة المسيحية المجاهدة هو محاربة الخطيئة والشيطان و «حكام ظلمة هذا العالم، ضد الشر الروحي في المرتفعات» (أفسس 6:12)، لكنها ليست حركة عنيفة.

## الوصف
يمكن أن يعني المناضل «النشط بقوة وعدوانية، لا سيما في دعم قضية» كما هو الحال في «المصلحين المتشددين». قاموس التراث الأمريكي للغة الإنجليزية، تعرف المتشددين ب «وجود الطابع القتالي، عدوانية، وخاصة في خدمة قضية». يعرّف قاموس ميريام وبستر المناضل بأنه «نشط بقوة (كما في قضية ما)». وتقول إن كلمة «متشدد» يمكن أن تُستخدم عادة في عبارات مثل «دعاة حماية البيئة المتشددون» أو «موقف متشدد».
تم توضيح مثال على استخدامات الصفات عندما نشرت صحيفة نيويورك تايمز مقالاً بعنوان دعاة حماية البيئة المتشددون يخططون للاحتجاجات الصيفية لإنقاذ ريدوودز يصف مجموعة تؤمن بـ «مظاهرات المواجهة» و «التكتيكات اللاعنفية» لتوصيل رسالتهم الخاصة بالحفاظ على البيئة. مثال آخر على الاستخدام يتضمن «ناشط سياسي متشدد»، لفت الانتباه إلى السلوكيات النموذجية لأولئك المنخرطين في نشاط سياسي مكثف. وصفت صحيفة واشنطن بوست الاحتجاجات السياسية التي قادها القس آل شاربتون بأنها متشددة بطبيعتها.
في الاستخدام العام، وهو شخص متشدد هو الشخص المواجهة الذي لا يعني بالضرورة استخدام العنف.
غالبًا ما يستخدم المناضل داخل بعض الدوائر الدينية للإشارة إلى المعركة المستمرة للمسيحيين (كأعضاء الكنيسة) أو الكنيسة المسيحية في صراعهم ضد الخطيئة. على وجه الخصوص، تفرق الكنيسة الكاثوليكية الرومانية بين الكنيسة المتشددة والكنيسة المنتصرة.  تقول إلين ج. وايت، إحدى مؤسسي كنيسة الأدفنتست السبتيين، «الكنيسة الآن هي مناضلة. نحن الآن نواجه عالمًا في الظلام، مُسلم بالكامل تقريبًا لعبادة الأصنام».
يجب عدم الخلط بين هذا المعنى الديني وكلمة «عدواني» المستخدمة لوصف السلوكيات الدينية المتطرفة الموجودة لدى البعض، بناءً على معتقداتهم أو أيديولوجياتهم الدينية المتطرفة، يحملون السلاح ويشتركون في الحرب، أو يرتكبون أعمال عنف أو إرهاب في محاولة لدفع أجنداتهم الدينية المتطرفة. يمكن أن تكون هذه الجماعات المتطرفة مسيحية، مسلمة، يهودية، أو من أي انتماء ديني آخر.

## أصل الاسم
المناضل، كاسم، هو الشخص الذي يستخدم الأساليب القتالية في السعي وراء هدف؛ المصطلح غير مرتبط بالجيش. متشدد يمكن أن يشير إلى أي فرد عرض السلوك العدواني أو المواقف.
تستخدم كلمة المتشدد أحيانًا كتعبير ملطف للمتمردين الإرهابيين أو المسلحين. (لمزيد من المعلومات حول هذا الموضوع، راجع استخدام وسائل الإعلام).
تستخدم كلمة «متشدد» أحيانًا لوصف الجماعات التي لا تسمي نفسها أو تصف نفسها بالمسلحين، لكنها تدعو إلى العنف الشديد. في أوائل القرن الحادي والعشرين، عادة ما يوصف أعضاء الجماعات المتورطة في الإرهاب الإسلامي مثل القاعدة وداعش بالمسلحين.

## استخدام وسائل الإعلام
قد تعتبر الصحف والمجلات ومصادر المعلومات الأخرى المتشدد مصطلحًا محايدًا، بينما يشير الإرهابي أو حرب العصابات تقليدي إلى عدم الموافقة على سلوك الفرد أو المنظمة المصنفة على هذا النحو، بغض النظر عن الدوافع وراء هذا السلوك. يمكن للمناضل، في أوقات أخرى، أن يشير إلى أي شخص ليس عضوًا في القوات المسلحة الرسمية يشارك في الحرب أو يخدم كمقاتل.
تستخدم وسائل الإعلام أحيانًا مصطلح «مناضل» في سياق الإرهاب. يطبق الصحفيون أحيانًا مصطلح «مناضل» على الحركات شبه العسكرية التي تستخدم الإرهاب كتكتيك. كما استخدمت وسائل الإعلام مصطلح الجماعات المتشددة أو الجماعات المتطرفة للإشارة إلى المنظمات الإرهابية.

### الاستدلالات القانونية
يمكن اعتبار أولئك الذين يقاومون احتلالًا عسكريًا أجنبيًا على أنهم لا يستحقون وصفهم بالإرهابيين لأن أعمال العنف السياسي التي يرتكبونها ضد أهداف عسكرية لمحتل أجنبي لا تنتهك القانون الدولي. يمنح البروتوكول الأول لاتفاقيات جنيف وضع المقاتل الشرعي لأولئك الذين يشاركون في نزاعات مسلحة ضد الاحتلال الأجنبي (أو الأجنبي) والسيطرة الاستعمارية والأنظمة العنصرية. كما يكتسب المقاتلون غير النظاميين وضع المقاتل إذا حملوا السلاح علانية أثناء العمليات العسكرية. لا يضفي البروتوكول الأول شرعية على الهجمات التي يشنها مسلحون ينتمون إلى هذه الفئات على المدنيين.
في قرار الجمعية العامة للأمم المتحدة بشأن الإرهاب (42/159، 7 ديسمبر 1987). الذي يدين الإرهاب الدولي ويحدد تدابير لمكافحة الجريمة، بشرط واحد: «أنه لا يوجد في هذا القرار ما يمكن أن يمس بأي شكل من الأشكال الحق في تقرير المصير والحرية والاستقلال، كما هو مستمد من ميثاق الأمم المتحدة، الشعوب التي حُرمت بالقوة من هذا الحق، ولا سيما الشعوب الخاضعة للأنظمة الاستعمارية والعنصرية والاحتلال الأجنبي أو غيره من أشكال السيطرة الاستعمارية، ولا... حق هذه الشعوب في النضال من أجل هذه الغاية وفي التماس الدعم وتلقيه وفقًا للميثاق ومبادئ القانون الدولي الأخرى».

## مدى التشدد
يظهر المتشددون عبر الطيف السياسي، بما في ذلك العنصريون أو الدينيون المتفوقون، والانفصاليون، ومعارضو الإجهاض وأنصاره، وأنصار البيئة. تشمل الأمثلة على مناضلي الجماعات اليسارية واليمينية والمناصرة المصلحين المتشددون، والنسويات المتشددات، والمدافعون المتشددون عن حقوق الحيوان، والفوضويون المتشددون. يمكن أن تشير عبارة الإسلام المتشدد إلى نشاط سياسي عنيف وعدواني يقوم به أفراد أو جماعات أو حركات أو حكومات إسلامية. هناك أيضًا العديد من الجمعيات السرية المصنفة على أنها مجموعات مسلحة.[بحاجة لمصدر]
استخدام سلطة الرئيس لاغتيال الأشخاص في جميع أنحاء العالم الذين يشكلون «تهديدًا وشيكًا» إذا كان «الأسر غير ممكن»،إدارة أوباما بشكل روتيني إلى استدعاء كل ضحية من ضحايا القتل خارج نطاق القضاء بالمسلح.

## المنظمات
من بين المنظمات التي تصف نفسها بالمقاتلين، فإن مقاتلي أولستر الشباب هم مثال على جماعة تلجأ إلى العنف (التخويف، والحرق العمد، والقتل) كتكتيك متعمد.

## البحث المتشدد
يُعرَّف البحث المتشدد على أنه نوع من البحث يختلف عن الأوساط الأكاديمية في حين أنه ليس مرادفًا للمتشددين السياسيين. ترفض الممارسات النافرة للأكاديميين التي تفصل الباحثين عن المعنى السياسي لنشاطهم. في السنوات الأخيرة، أصبح منهجًا شائعًا بشكل متزايد لإجراء الأبحاث خاصة أنه يحاول حل المشكلات الأكاديمية المتعلقة بالتمثيل والنقد الذاتي.